# UK Official Download Chart

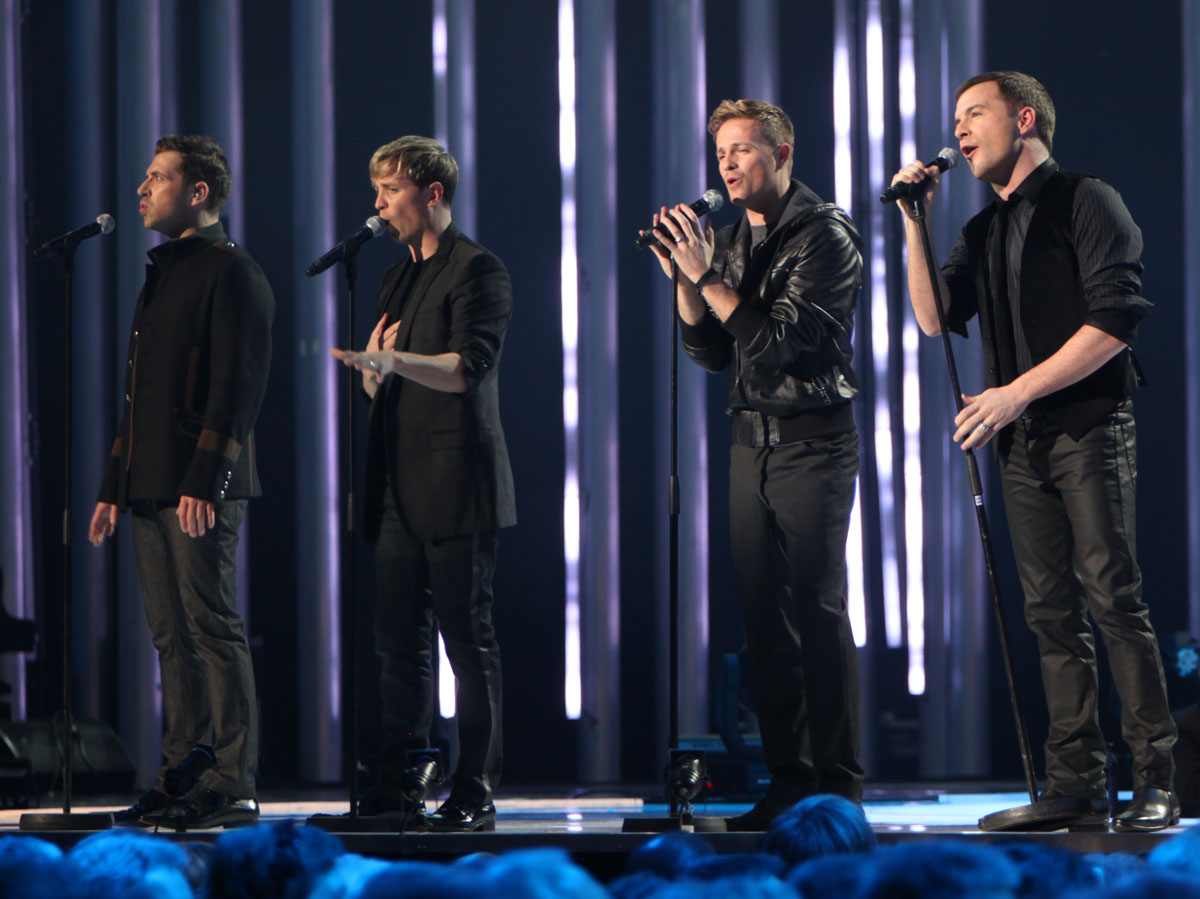
Irländska pojkbandet Westlife var första ettan ut.

UK Official Download Chart är en lista i Storbritannien över den lagligt nedladdade populärmusiken. Den grundades 26 juni 2004.
Listan lanserades officiellt den 1 september 2004. Första ettan var en liveversion av "Flying Without Wings" med Westlife.